# 阿库布拉

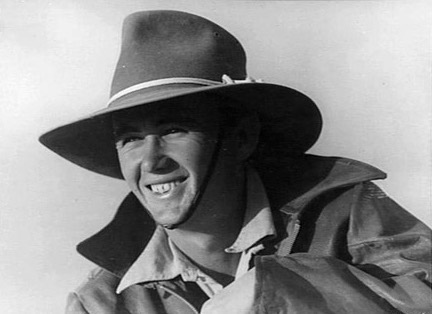
一顶阿库布拉宽檐帽

阿库布拉（英文：Akubra）是一家澳大利亚製帽商，因生产流行于澳洲乡村的兔毛毡宽檐软帽而广为人知。“阿库布拉”一词有时用于指代任何同类帽，该公司还生产包括费朵拉帽（Fedora）、洪堡帽（Homburg）、鲍勒帽（Bowler hat）、肉派帽（Pork pie hat）、特丽尔比帽（Trilby）在内的众多帽款。
“阿库布拉”据说源于澳洲土著语中的“头罩”一词。

## 历史
阿库布拉公司的前身制帽厂由本杰明·邓克利（Benjamin Dunkerley）始创于19世纪70年代初，当时还不叫阿库布拉。移居澳大利亚后，邓克利发明了一种机器，能去除兔毛皮上的毛尖，只留下制作毡帽的下层软毛，他凭此在塔斯马尼亚开了家店。
随后，邓克利携家人移居悉尼，在这里，他雇佣了一位名叫斯蒂芬·凯尔（Stephen Keir）的年轻人。在邓克利制帽厂工作期间，凯尔娶了本杰明的女儿埃达·邓克利（Ada Dunkerley）为妻。1925年，本杰明·邓克利去世，斯蒂芬·凯尔接管公司，将其迁至更大的厂房，采用阿库布拉为品牌。“阿库布拉”商号于1912年投入使用。

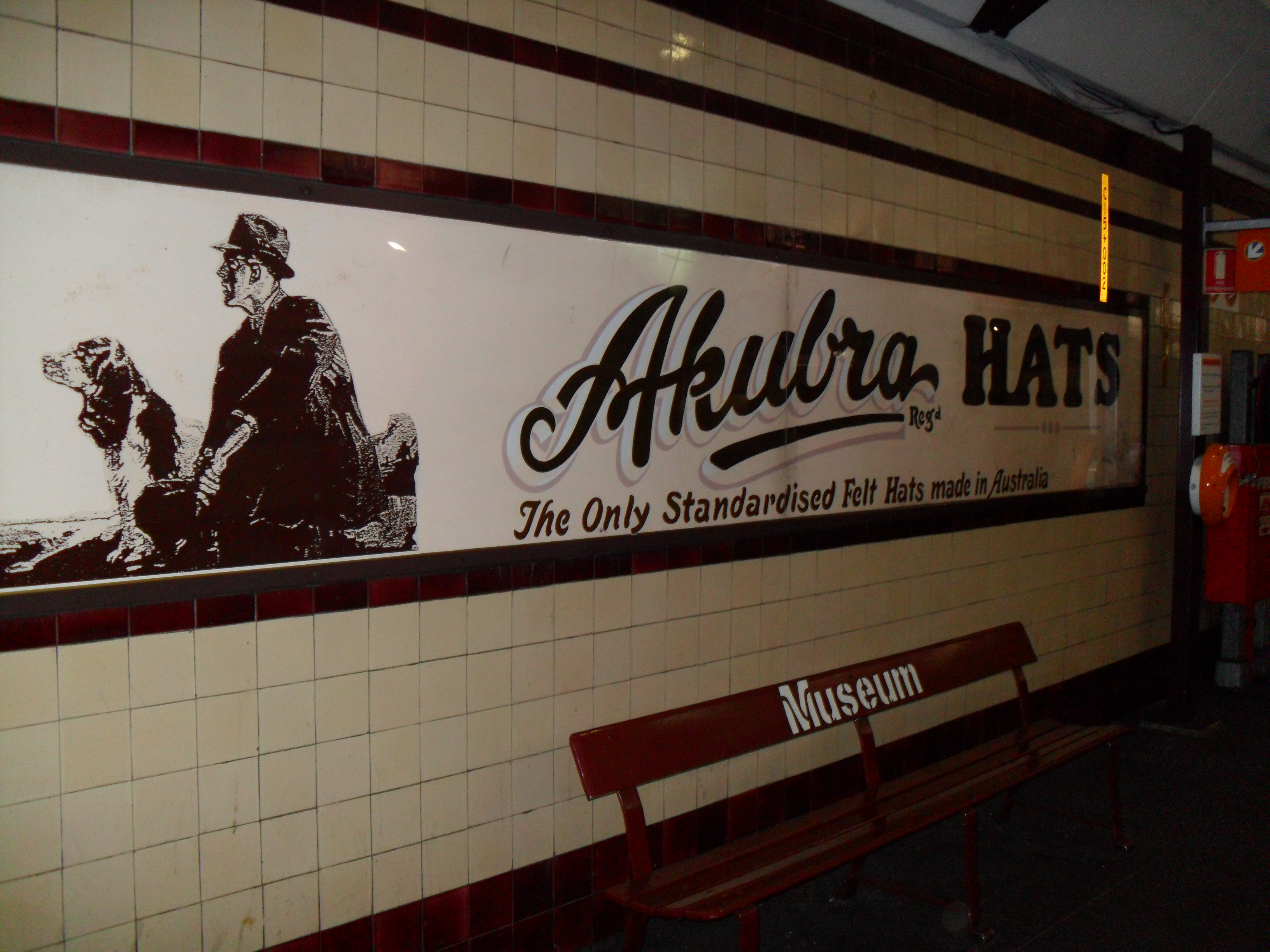
阿库布拉遗产标识，博物馆火车站，悉尼

阿库布拉因在一战和二战中向澳大利亚军队供应宽檐软帽（slouch hat）而闻名。20世纪50年代，阿库布拉公司获得了在澳洲生产斯泰森毡帽（Stetson）的许可证，拓展了经营范围。20世纪70年代，公司扩大生产，从悉尼迁至新南威尔士州肯普西。斯蒂芬·凯尔的儿子赫伯特和斯蒂芬·凯尔二世此后执掌公司，他们的继任者是斯蒂芬·凯尔三世，现已传至斯蒂芬·凯尔四世。如今该公司仍是家族企业，所有者为本杰明·邓克利的玄孙辈。

## 款式
阿库布拉有100多种帽款，色彩和帽檐宽度丰富多样。 人们普遍认为这些帽子是澳洲乡村地区老年人们的专属，但在20世纪20年代，阿库布拉更以制作如费朵拉帽的“时尚帽”而闻名。阿库布拉帽在乡村和城市均有销售。根据2014年的报道，阿库布拉帽每年的销量约为14万至18万顶，其中包括墨尔本杯赛马嘉年华期间的“帽子盛宴”。

## 音乐剧
在音乐剧《冰雪河来客：体育馆特别版》（The Man from Snowy River: Arena Spectacular）中，演员和骑手们戴的是阿库布拉帽。